# Ferdinand Rudio

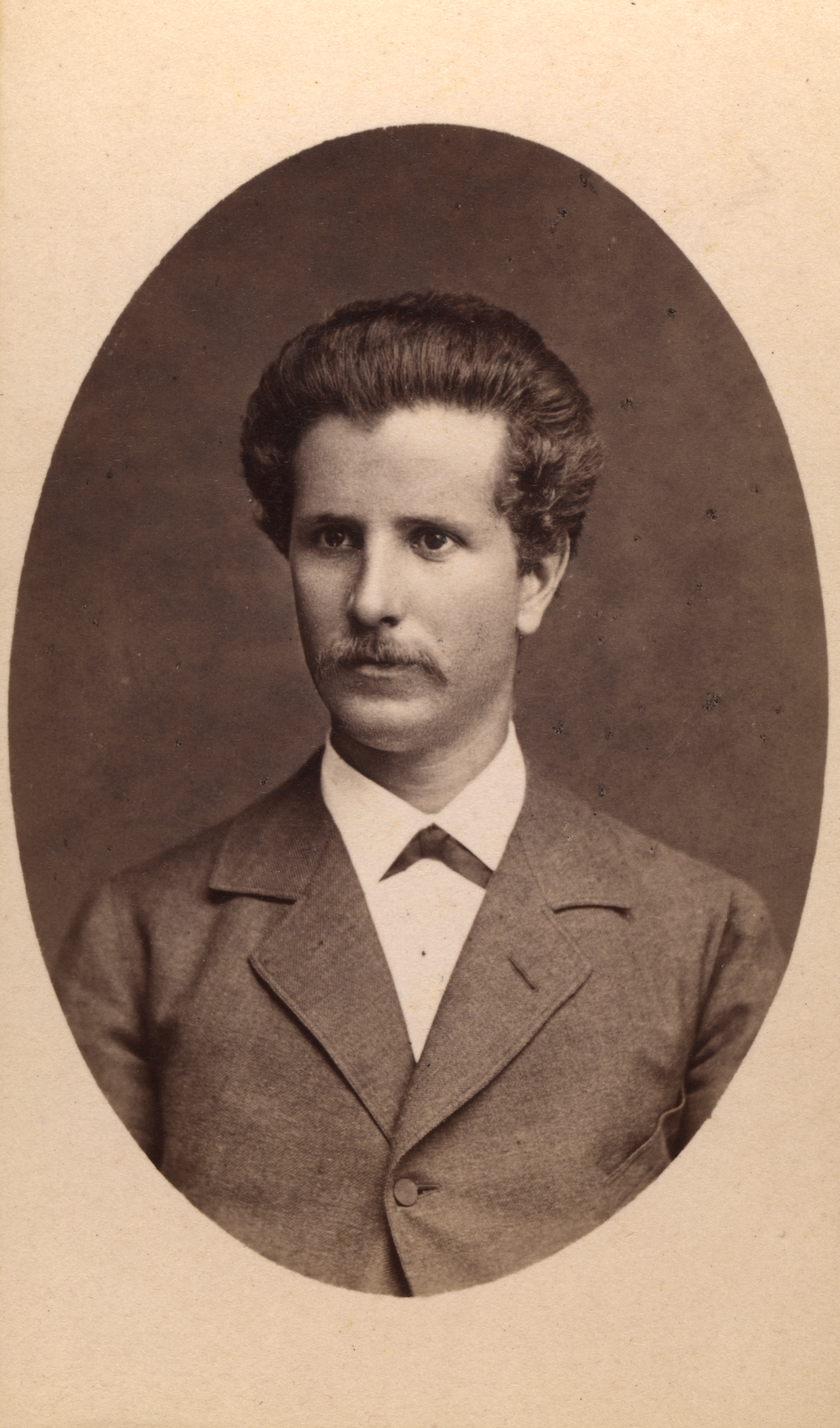
Ferdinand Rudio, Foto: Johannes Ganz, etwa 1870 bis 1879

Ferdinand Rudio (* 2. August 1856 in Wiesbaden; † 21. Juni 1929 in Zürich) war ein deutscher Mathematiker und Leiter der ETH-Bibliothek Zürich. Rudios Hauptverdienst liegt in der Initiierung des Vorhabens, sämtliche schriftlichen Arbeiten Leonhard Eulers als wissenschaftliches Gesamtwerk herauszugeben.

## Leben und Wirken
Rudios schulischer Werdegang begann in Wiesbaden. 1874 zog er nach Zürich, wo er seine Maturität machte und im selben Jahr am Eidgenössischen Polytechnikum (heute ETH) Mathematik und Physik zu studieren begann. Von 1877 bis 1880 studierte er in Berlin unter anderem bei Ernst Kummer und Karl Weierstraß. Rudio absolvierte das Studium 1880 mit dem Thema „Über diejenigen Flächen, deren Krümmungsmittelpunktsflächen confokale Flächen zweiten Grades sind“. Er führte dieses Problem auf die Lösung von Differentialgleichungen zurück.
1881 kehrte Rudio an das Eidgenössische Polytechnikum nach Zürich zurück und wurde 1889 Ordinarius für Mathematik. Diese Professur hielt er bis 1928 inne. Rudios Forschungsgebiete waren Gruppentheorie, Algebra und Geometrie. Er befasste sich mit Mathematikgeschichte, insbesondere schrieb er Arbeiten zur Geschichte der Quadratur des Kreises und verfasste Mathematikerbiografien.
Sein größtes Verdienst liegt in der Wegbereitung für die Herausgabe des mathematischen Gesamtwerks von Leonhard Euler. Rudio regte dieses Projekt 1883, zum 100. Todestag Eulers, an. Während des ersten Internationalen Mathematikerkongresses 1897 in Zürich warb er für seine Idee. 1907 kam es zur Gründung der Euler-Kommission und 1911 erschien der erste Band. Auch die Gründung der Schweizerischen Mathematischen Gesellschaft lässt sich unter anderem auf die Herausgabe von Eulers Gesamtwerk zurückführen.
Rudio wurde Chefredakteur und organisierte als Bibliotheksdirektor der ETH das Projekt, an dem er bis zu seinem Tod arbeitete. Während dieser Zeit wurden mehr als 30 Bände publiziert. Bis heute wurden über 70 Bände herausgegeben.

## Schriften
- Archimedes, Huygens, Lambert, Legendre. Vier Abhandlungen über die Kreismessung. Leipzig, B.G.Teubner, 1892.
- Ueber den Antheil der mathematischen Wissenschaften an der Kultur der Renaissance. Hamburg, Verl.-Anst. u. Dr. A.-G., 1892 (Digitalisat)